# Pelle Larsson
Pour les articles homonymes, voir Pelle et Larsson.
Pelle Gustav Gösta Larsson, né le  23 février 2001 à Stockholm en Suède, est un joueur suédois de basket-ball évoluant au poste d'arrière. 

## Biographie

### Carrière universitaire
Entre 2020 et 2021, il joue pour les Utes de l'Utah à l'université de l'Utah.
Entre 2021 et 2024, il joue pour les Wildcats de l'Arizona à l'université de l'Arizona.

### Carrière professionnelle

#### Heat de Miami (depuis 2024)
Le 27 juin 2024, lors de la draft, il est sélectionné en 44e position par les Rockets de Houston. Le même soir, ses droits sont transférés au Heat de Miami en échange des droits sur Nikola Đurišić.

## Palmarès

### Universitaire
- Pac-12 Sixth Man of the Year (2022)
- Second-team All-Pac-12 (2024)
- Second-team Academic All-American (2024)

## Statistiques

### Universitaires
| Saison    | Équipe   | Matchs | Titul. | Min./m | % Tir | % 3pts | % LF | Rbds/m. | Pass/m. | Int/m. | Ctr/m. | Pts/m. |
| --------- | -------- | ------ | ------ | ------ | ----- | ------ | ---- | ------- | ------- | ------ | ------ | ------ |
| 2020-2021 | Utah     | 25     | 18     | 26,6   | 46,7  | 46,3   | 88,3 | 3,16    | 2,84    | 0,68   | 0,48   | 8,16   |
| 2021-2022 | Arizona  | 37     | 2      | 20,8   | 47,8  | 36,3   | 81,3 | 3,43    | 1,78    | 0,76   | 0,22   | 7,19   |
| 2022-2023 | Arizona  | 35     | 23     | 27,4   | 47,2  | 35,6   | 83,5 | 4,31    | 3,06    | 0,80   | 0,23   | 9,94   |
| 2023-2024 | Arizona  | 36     | 36     | 30,0   | 51,9  | 42,6   | 75,0 | 4,06    | 3,72    | 0,94   | 0,22   | 12,75  |
| Carrière  | Carrière | 133    | 79     | 26,1   | 49,0  | 39,7   | 81,3 | 3,78    | 2,84    | 0,80   | 0,27   | 9,60   |